# Discromatosi simmetrica ereditaria
La discromatosi simmetrica ereditaria o acropigmentazione reticolata di Dohi è una sindrome a trasmissione autosomica dominante caratterizzata da macule iperpigmentate sul viso associate a macule iperpigmentate e ipopigmentate alle estremità.

## Epidemiologia
Si tratta di una sindrome estremamente rara con un'incidenza di 1,5 casi ogni 100 000 abitanti nella popolazione giapponese.

## Eziopatogenesi
La discromatosi simmetrica ereditaria è causata da mutazioni eterozigoti nel gene ADAR1, codificante per una adenosina deaminasi RNA-specifica localizzato sul cromosoma 1q21, enzima coinvolto nell'editing dell'RNA. L'alterazione di questo processo durante la migrazione dei melanoblasti ne determinerebbe un'ipofunzione (macule ipopigmentate) o iperfunzione (macule iperpigmentate), La localizzazione alle estremità sarebbe determinata da una maggiore velocità di migrazione dei melanoblasti mutati.

## Clinica
La patologia si manifesta nella prima infanzia. È caratterizzata da macule iperpigmentate sul viso associate a macule iperpigmentate e ipopigmentate al dorso delle mani e dei piedi.

## Diagnosi
La diagnosi è clinica.

## Trattamento
Non è disponibile alcun trattamento per questa sindrome.